# Prawdziwe przygody Jonny’ego Questa
Prawdziwe przygody Jonny’ego Questa (ang. The Real Adventures of Jonny Quest) – amerykański serial animowany. Został wyprodukowany dla Cartoon Network przez studio Hanna-Barbera. Jest to kontynuacja serialu Jonny Quest.

## Bohaterowie
- Głównym bohaterem tego serialu jest tytułowy Jonny Quest – czternastoletni, czasami lekkomyślny chłopiec, syn Doktora Bentona Questa, uczęszczający do szkoły. Często podróżuje z ojcem i z przyjaciółmi, przeżywając niesamowite przygody. Uwielbia również gry, szczególnie te w wirtualnym „Świecie Questa”.
- Jessie Bannon – córka Race’a, starsza od Jonny’ego o rok (ma piętnaście lat). Przez większość czasu przebywa z ojcem i przyjaciółmi, ale zdarza się jej odwiedzić matkę – Estellę Velasquez.
- Hadji Singh – pochodzi z Indii, a więc jest Hindusem. Został adoptowany przez Doktora Bentona; jest również jego asystentem. Specjalnością Hadjiego są programy komputerowe.
- Doktor Benton Quest – ojciec Jonny’ego. Jest sławnym fenomenologiem, archeologiem, naukowcem i badaczem. Wiele czasu spędza, podróżując po świecie. Mimo że Jonny jest czasami lekkomyślny, senior Quest jest wyraźnie dumny ze swojego syna.
- Race Bannon – ojciec Jessie. Jego prawdziwe imię to Roger. Był rządowym agentem. Potrafi prowadzić każdy pojazd. Uczy on zarówno Jessie, jak i Jonny’ego latać, jeździć i prowadzić łodzie. Rodzina Questów traktuje go jako członka rodziny.
- Bandzior – pies Jonny’ego rasy bulldog. Jest biały z czarną „maską” na oczach – stąd jego imię. Jest bardzo oddany i lojalny wobec swojego pana, ale słucha się również Doktora Bentona, Race’a, Jessie i Hadjiego.

## Odcinki

### Spis odcinków
| Nr             | Polski tytuł                      | Angielski tytuł                   |
| -------------- | --------------------------------- | --------------------------------- |
|                |                                   |                                   |
| SERIA PIERWSZA |                                   |                                   |
|                |                                   |                                   |
| 01             | Alchemik                          | The Alchemist                     |
|                |                                   |                                   |
| 02             | Kosmita w Waszyngtonie            | Alien in Washington               |
|                |                                   |                                   |
| 03             | Krokodyle i Wikingowie Okeechobee | Alligators and Okeechobee Vikings |
|                |                                   |                                   |
| 04             | AMOK                              | AMOK                              |
|                |                                   |                                   |
| 05             | Ucieczka do Świata Questa         | Escape to Questworld              |
|                |                                   |                                   |
| 06             | Ballada o Belle Bonnet            | The Ballad of Belle Bonnet        |
|                |                                   |                                   |
| 07             | Osaczeni w raju                   | Besieged in Paradise              |
|                |                                   |                                   |
| 08             | W głębinach                       | The Darkest Fathoms               |
|                |                                   |                                   |
| 09             | Wschodni Zanzibar                 | East of Zanzibar                  |
|                |                                   |                                   |
| 10             | Atak na Świat Questa              | Assault on Questworld             |
|                |                                   |                                   |
| 11             | Wyprawa do Khumbu                 | Expedition to Khumbu              |
|                |                                   |                                   |
| 12             | Zemsta Ezekiela                   | Ezekiel Rage                      |
|                |                                   |                                   |
| 13             | Przyszłość Rage’a                 | Future Rage                       |
|                |                                   |                                   |
| 14             | Herosi                            | Heroes                            |
|                |                                   |                                   |
| 15             | Płonąca rzeka                     | Ice Will Burn                     |
|                |                                   |                                   |
| 16             | W księżycową noc                  | In the Darkness of the Moon       |
|                |                                   |                                   |
| 17             | Śladami Mary Celeste              | In the Wake of Mary Celeste       |
|                |                                   |                                   |
| 18             | Ludojad z Manhattanu              | Manhattan Maneater                |
|                |                                   |                                   |
| 19             | Ostatnia droga Ndovu              | Ndovu’s Last Journey              |
|                |                                   |                                   |
| 20             | Ognisty krąg                      | Rage’s Burning Wheel              |
|                |                                   |                                   |
| 21             | Królestwo kondora                 | In the Realm of the Condor        |
|                |                                   |                                   |
| 22             | Powrót Anasazi                    | Return of the Anasazi             |
|                |                                   |                                   |
| 23             | Tajemnice posągów                 | The Secret of the Moai            |
|                |                                   |                                   |
| 24             | Diabeł z Pine Barrens             | The Spectre of the Pine Barrens   |
|                |                                   |                                   |
| 25             | Daleka droga                      | To Bardo and Back                 |
|                |                                   |                                   |
| 26             | Kłopoty nad rzeką Colorado        | Trouble on the Colorado           |
|                |                                   |                                   |
| SERIA DRUGA    |                                   |                                   |
|                |                                   |                                   |
| 27             | Mumie Malenque                    | The Mummies of Malenque           |
|                |                                   |                                   |
| 28             | Powrót Golema                     | Rock of Rages                     |
|                |                                   |                                   |
| 29             | Więzy krwi                        | Bloodlines                        |
|                |                                   |                                   |
| 30             | Race kontra śmierć                | Race Against Danger               |
|                |                                   |                                   |
| 31             | Tajemny szczyt                    | The Dark Mountain                 |
|                |                                   |                                   |
| 32             | Zamiana                           | Cyberswitch                       |
|                |                                   |                                   |
| 33             | Podwodne niebezpieczeństwo        | Undersea Urgency                  |
|                |                                   |                                   |
| 34             | Zemsta                            | Nemesis                           |
|                |                                   |                                   |
| 35             | Potwór z DNA                      | DNA Doomsday                      |
|                |                                   |                                   |
| 36             | Duch Quest                        | Ghost Quest                       |
|                |                                   |                                   |
| 37             | Nuklearne podziemia               | Nuclear Netherworld               |
|                |                                   |                                   |
| 38             | Zaćmienie                         | Eclipse                           |
|                |                                   |                                   |
| 39             | Bez śladu                         | Without a Trace                   |
|                |                                   |                                   |
| 40             | Wioska nawiedzonych               | Village of the Doomed             |
|                |                                   |                                   |
| 41             | Mroczny strażnik                  | Dark Sentinel                     |
|                |                                   |                                   |
| 42             | Inny wymiar                       | Other Space                       |
|                |                                   |                                   |
| 43             | Cyfrowi sobowtórzy                | Digital Doublecross               |
|                |                                   |                                   |
| 44             | Zahipnotyzowana                   | Thoughtscape                      |
|                |                                   |                                   |
| 45             | Sokół Bangaloru                   | The Bangalore Falcon              |
|                |                                   |                                   |
| 46             | Diamenty i Jade                   | Diamonds and Jade                 |
|                |                                   |                                   |
| 47             | Maszyna czasu                     | The Edge of Yesterday             |
|                |                                   |                                   |
| 48             | Nawiedzona sonata                 | The Haunted Sonata                |
|                |                                   |                                   |
| 49             | Plan zimy                         | General Winter                    |
|                |                                   |                                   |
| 50             | Noc Zinjy                         | Night of the Zinja                |
|                |                                   |                                   |
| 51             | Robotowi szpiedzy                 | The Robot Spies                   |
|                |                                   |                                   |
| 52             | Klątwa czarnej perły              | More Than Zero                    |
|                |                                   |                                   |